# Альбіон (Небраска)
Альбіон (англ. Albion) — місто (англ. city) в США, в окрузі Бун штату Небраска. Населення — 1699 осіб (2020).

## Географія
Альбіон розташований за координатами 41°41′16″ пн. ш. 97°59′54″ зх. д. / 41.68778° пн. ш. 97.99833° зх. д. (41.687677, -97.998320).  За даними Бюро перепису населення США в 2010 році місто мало площу 2,55 км², уся площа — суходіл.

### Клімат
| Клімат : Альбіон      | Клімат : Альбіон | Клімат : Альбіон | Клімат : Альбіон | Клімат : Альбіон | Клімат : Альбіон | Клімат : Альбіон | Клімат : Альбіон | Клімат : Альбіон | Клімат : Альбіон | Клімат : Альбіон | Клімат : Альбіон | Клімат : Альбіон | Клімат : Альбіон |
| Показник              | Січ.             | Лют.             | Бер.             | Квіт.            | Трав.            | Черв.            | Лип.             | Серп.            | Вер.             | Жовт.            | Лист.            | Груд.            | Рік              |
| Середній максимум, °C | 0,4              | 2,6              | 8,6              | 16,7             | 22,6             | 27,8             | 31,4             | 30,2             | 25,4             | 19,1             | 9,4              | 2,5              | 16,4             |
| Середній мінімум, °C  | −12,8            | −10,6            | −5               | 1,9              | 8,1              | 13,8             | 16,6             | 15,4             | 9,9              | 2,9              | −4,8             | −10,3            | 2,1              |
| Норма опадів, мм      | 15               | 20               | 41               | 66               | 102              | 102              | 76               | 84               | 64               | 41               | 25               | 18               | 653              |
| --------------------- | ---------------- | ---------------- | ---------------- | ---------------- | ---------------- | ---------------- | ---------------- | ---------------- | ---------------- | ---------------- | ---------------- | ---------------- | ---------------- |
| Джерело: Weatherbase  |                  |                  |                  |                  |                  |                  |                  |                  |                  |                  |                  |                  |                  |

## Демографія
Згідно з переписом 2010 року, у місті мешкало 1650 осіб у 747 домогосподарствах у складі 443 родин. Густота населення становила 646 осіб/км².  Було 822 помешкання (322/км²).
Расовий склад населення:
| - 98,4 % — білих - 0,5 % — корінних американців - 0,2 % — чорних або афроамериканців - 0,2 % — азіатів - 0,1 % — вихідців з тихоокеанських островів |

До двох чи більше рас належало 0,4 %. Частка іспаномовних становила 1,8 % від усіх жителів.
За віковим діапазоном населення розподілялося таким чином: 21,6 % — особи молодші 18 років, 50,3 % — особи у віці 18—64 років, 28,1 % — особи у віці 65 років та старші. Медіана віку мешканця становила 47,9 року. На 100 осіб жіночої статі у місті припадало 86,0 чоловіків;  на 100 жінок у віці від 18 років та старших — 83,4 чоловіків також старших 18 років.
Середній дохід на одне домашнє господарство  становив 51 400 доларів США (медіана — 41 397), а середній дохід на одну сім'ю — 67 309 доларів (медіана — 58 036). Медіана доходів становила 41 360 доларів для чоловіків та 24 167 доларів для жінок. За межею бідності перебувало 12,2 % осіб, у тому числі 14,8 % дітей у віці до 18 років та 15,0 % осіб у віці 65 років та старших.
Цивільне працевлаштоване населення становило 773 особи. Основні галузі зайнятості: освіта, охорона здоров'я та соціальна допомога — 26,8 %, мистецтво, розваги та відпочинок — 13,5 %, виробництво — 11,9 %, роздрібна торгівля — 10,7 %.